# Slasti Otce vlasti
Slasti Otce vlasti je český komediální film z roku 1969 režiséra Karla Steklého a scenáristy Jana Procházky s Jaromírem Hanzlíkem, Danielou Kolářovou a Milošem Kopeckým v hlavních rolích.
Jedná se o první velkou filmovou roli Daniely Kolářové a zároveň první film, kde poprvé vystupovala známá herecká partnerská dvojice Kolářová–Hanzlík.

## Základní údaje
- Režie: Karel Steklý
- Námět: František Kubka (motivy z knihy Karlštejnské vigilie)
- Scénář: Jan Procházka, Karel Steklý
- Kamera: Jiří Tarantík
- Hudba: Jaromír Klempíř
- Výtvarník: Věra Líznerová, Přemysl Longa
- Kostýmní výtvarník: Jan Kropáček
- Pomocná režie: Jaroslav Pour
- Vedoucí produkce: Ladislav Kalaš
- Střih: Jan Kohout
- Text písně: Jiří Štaidl, Pavel Kopta

## Hrají
| Jaromír Hanzlík    | korunní princ Václav, budoucí císař Karel IV. |
| Daniela Kolářová   | Blanka z Valois                               |
| Oldřich Velen      | Bušek z Velhartic                             |
| Vilém Besser       | pan Vilém                                     |
| Zdeněk Kryzánek    | prelát                                        |
| Miloš Kopecký      | král Jan Lucemburský                          |
| Lubomír Kostelka   | Pistorius, vyslanec města Luccy               |
| Milena Zahrynowská | Sofie, Pistoriova žena                        |
| Bohumil Bezouška   | Beppo Rossi                                   |
| Vladimír Menšík    | Marsillio Rossi                               |
| Jana Kasanová      | Dina, Marsilliova žena                        |
| Josef Gruss        | Azzo Visconti                                 |
| Jiří Štěpnička     | pobočník Enrico                               |
| Josef Elsner       | pán z Potštejna                               |
| Karel Beníško      | biskup Jan z Dražic                           |
| Jaroslav Cmíral    | pán z Rabštejna                               |
| Jan Schánilec      | mág Hilarius                                  |
| Jan Pohan          | pán z Lipé                                    |
| Bohumil Švarc      | herold v Lucce                                |
| Nina Popelíková    | Karlova teta                                  |
| Karel Gott         | trubadúr                                      |
| Vladimír Hrubý     | sluha                                         |
| Ludmila Engelová   | služebná                                      |
| Vlastimil Bedrna   | zmzlinář                                      |

## Děj
Film se odehrává zhruba v první polovině 14. století, humornou a komediální formou líčí mládí a vladařské začátky Otce vlasti resp. budoucího císaře a krále Karla IV. Lucemburského (Jaromír Hanzlík).
Děj filmu začíná v době Karlova válečného tažení do Severní Itálie, kdy zde pomáhal svému otci Janu Lucemburskému, pokračuje jeho návratem do Čech a seznámení s francouzskou princeznou Blankou z Valois (Daniela Kolářová). Následují počátky Karlovy vlády v českých zemích, jeho rozepře s otcem Janem (Miloš Kopecký), druhé tažení do Itálie, narození prvního dítěte včetně Karlova uvěznění a útěku z vězení na hradě Křivoklátě.